# 문합

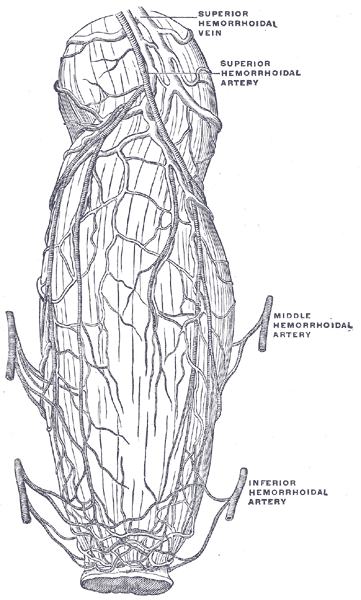
곧창자 혈관들의 문합

문합(吻合, anastomosis, /əˌnæstəˈmoʊsɪs/)은 무언가가 꼭 들어맞는다는 뜻의 단어이다. 특히 혈관의 연결에 많이 사용된다. 이러한 연결은 태아의 타원구멍과 같이 정상적일 수도 있으나 성인 심장의 타원구멍 개존증과 같이 비정상인 경우도 있다. 동정맥루는 후천적, 후세동맥의 동정맥루는 선천적이다. 또한 앞의 문합들은 모두 자연적으로 만들어진 것이나, 문합술 같은 수술을 통해 인공적으로 만들어진 경우도 있다. 한번 막힌 문합을 다시 연결하는 것은 재문합이라고 한다. 비정상적인 문합은 종종 누공(샛길)이라고 한다.
의학에서 주로 사용하는 용어로 나누어진 두 구조물이 연결된 것을 의미한다.

## 어원
'Anastomosis'라는 용어는 그리스어로 '출구'를 뜻하는 단어인 ἀναστόμωσις에서 유래했다.
'문합'은 '입술이 꼭 들어맞는다'라는 뜻에서 나왔다.

## 순환계
여러 동맥은 자연적으로 서로 문합을 이룬다. 그 예시로는 아래배벽동맥과 위배벽동맥, 대뇌동맥고리의 앞교통동맥과 뒤교통동맥 등이 있다. 혈관의 문합은 동맥문합과 정맥문합으로 나눌 수 있다. 동맥문합에는 실제로 동맥이 연결되는 경우(손바닥동맥활, 발바닥동맥활)과 잠재적으로 연결되는 경우(관상동맥, 또는 대뇌동맥의 겉질가지 등)가 있다. 혈액 공급이 많이 필요하지는 않은 곳에서 문합을 통해 모세혈관상 주변에 우회로를 혈성하여 체순환 조절을 도울 수도 있다.

## 문합술
혈관이나 창자, 그 외 기타 구조물을 외과적으로 연결하는 것을 문합술이라고 한다. 동맥을 문합하는 혈관우회술, 일정 구역의 창자를 절제한 뒤 창자 간의 문합, 루앵Y 연결, 요관사이연결술 등이 그 예시이다. 문합술의 방식에는 선형봉합문합술(linear stapled anastomosis), 수기문합술(hand sewn anastomosis), 단단문합술(끝끝연결술, end-to-end anastomosis, EEA) 등이 있다. 손으로 직접 문합술을 하기도 하고, 보죠용 기계를 사용할 수도 있다. 시간과 비용, 수술 후 문합 부위에서의 출혈, 누출, 협착 등을 고려하여 여러 문합술 간을 비교하는 연구들이 여럿 수행되었다.

## 병적 문합
병적 문합은 각종 질환이나 외상이 원인이며 정맥, 동맥, 창자(장) 등에서 생길 수 있다. 보통 누공(샛길)이라고 한다. 정맥이나 동맥의 경우 외상성 누공은 동맥과 정맥 간에 보통 발생한다. 외상으로 인한 장누공은 장 사이에 생기는 장간누공(창자사이샛길, entero-enteric fistula), 피부와 장 사이에 생기는 장피부누공(창자피부샛길, enterocutaneous fistula)이 있다. 이와는 대조적으로 간문맥전신단락증은 간문맥계와 체순환계의 정맥 간에 생긴 문합으로 혈액이 간을 우회하게 된다. 이는 문맥고혈압 환자에서 주로 발생하며 종종 치핵, 식도정맥류, 메두사머리 등의 원인이 된다.